# Sofía Guillermina de Suecia

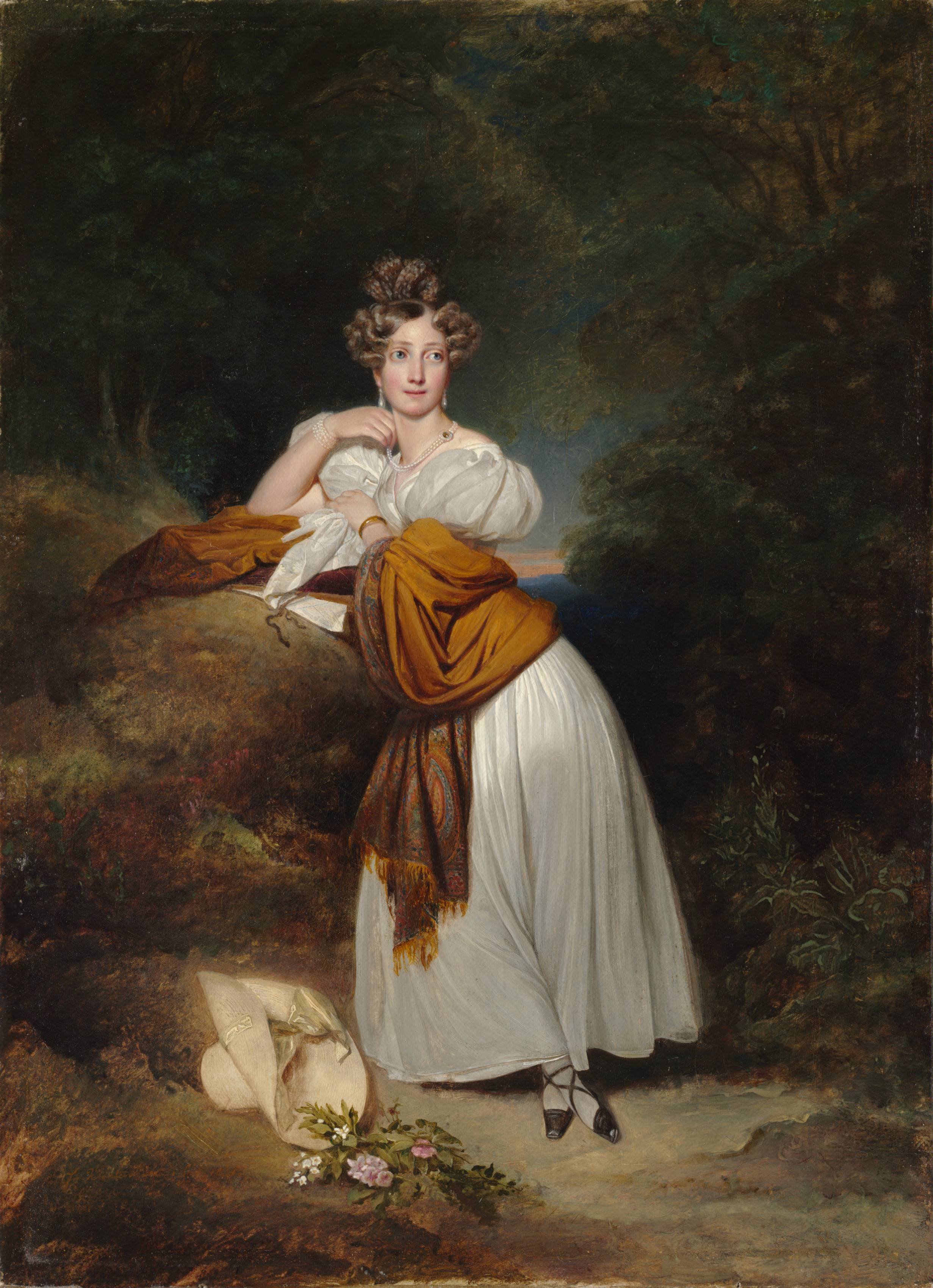
Sofía Guillermina de Suecia en 1831. Pintura de Franz Xaver Winterhalter.

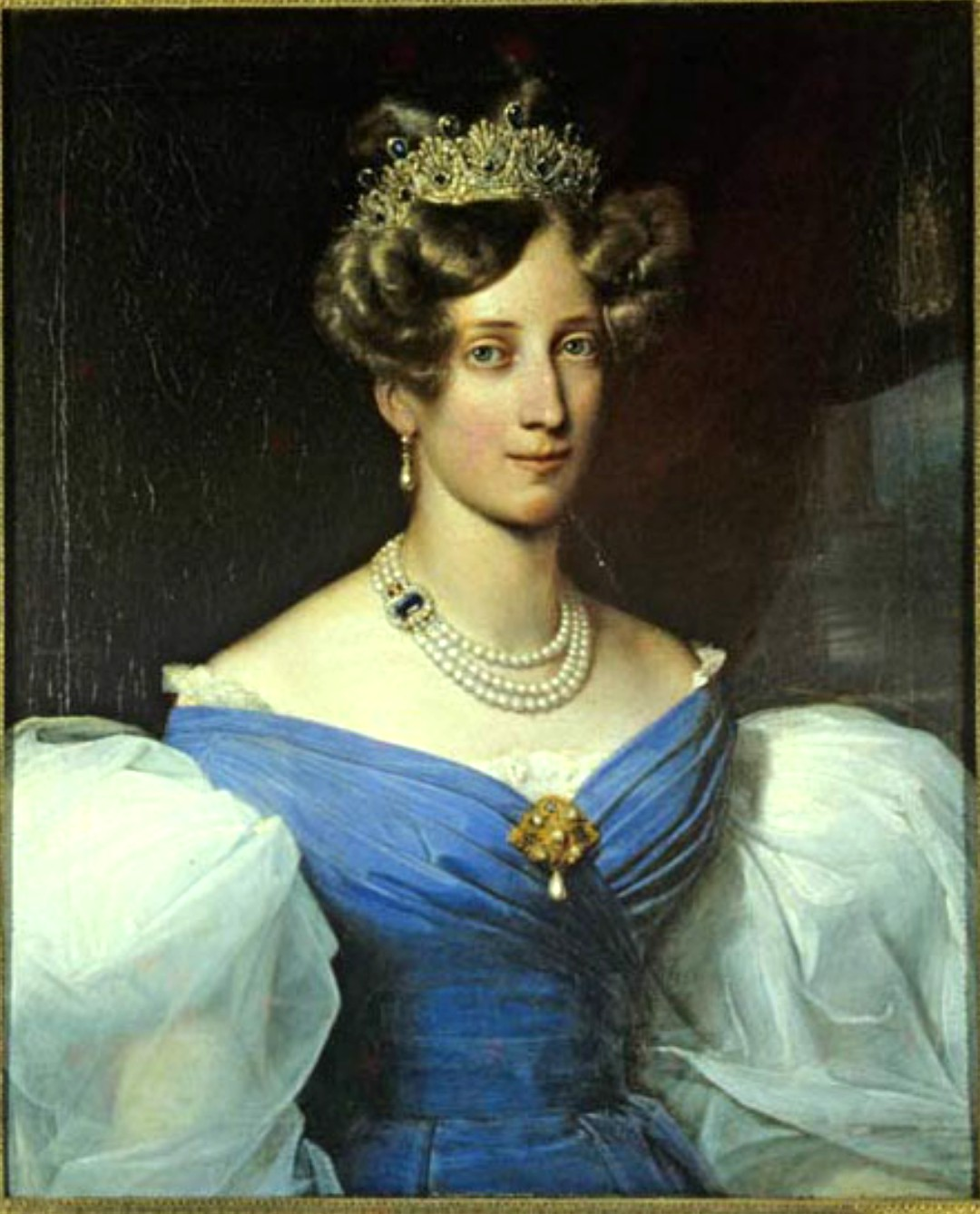
Gran duquesa Sofía de Baden. Retrato de Franz Xaver Winterhalter, en 1830.

Sofía Guillermina de Suecia (en sueco: Sophia Vilhelmina; en alemán: Sophie Wilhelmine; Estocolmo, 21 de mayo de 1801-Karlsruhe, 6 de julio de 1865) fue princesa de Suecia y gran duquesa de Baden tras su matrimonio en 1819 con Leopoldo I de Baden.

## Biografía
Sofía era la segunda de los hijos del rey Gustavo IV Adolfo de Suecia y de Federica de Baden. El rey fue derrocado por el parlamento en 1809, con lo que la familia se exilió a Baden. Tres años después, en 1812, se divorciaron los padres de Sofía y ella permaneció al lado de su madre. 

### Matrimonio y descendencia
En 1815 fue comprometida para casarse con el duque Leopoldo I de Baden, que era su tío abuelo. La causa política del matrimonio era el parentesco de Sofía con el gran duque Luis I de Baden y que tanto ella como su prometido eran considerados herederos del gran duque.
La boda se celebró el 25 de julio de 1819. A pesar de tratarse de un matrimonio por conveniencia, los cónyuges llevaron una vida afortunada durante los primeros años y tendrían ocho hijos:
- Alejandrina (1820-1904), casada con el duque Ernesto II de Sajonia-Coburgo-Gotha.
- Luis (1822).
- Luis II (1824-1858), gran duque de Baden.
- Federico (1826-1907), regente y gran duque de Baden.
- Luis Guillermo Augusto (1829-1897), general al servicio de Prusia.
- Carlos (1832-1906), contrajo matrimonio morganático con Rosalie von Beust.
- María (1834-1899), esposa del príncipe Ernesto Leopoldo de Leiningen.
- Cecilia (1839-1891), conocida como Olga Fiódorovna. Esposa del gran duque Miguel Nikolaievich de Rusia.

## Vida pública
En 1833 corrió el rumor de que la gran duquesa Sofía había ordenado el asesinato de Kaspar Hauser, quien supuestamente era un príncipe de Baden, presunto hijo de Carlos II, gran duque de Baden hasta 1818, y de Estefanía de Beauharnais. Simultáneamente se rumoreó que la madre de Leopoldo era la responsable del cautiverio de Hauser desde su nacimiento, y los grandes duques fueron criticados duramente por la opinión pública. Además, Sofía fue incriminada de sostener una relación extramarital.
Durante la revolución de Baden de 1848-1849, la familia ducal salió de Karlsruhe. Tras la muerte de Leopoldo en 1852, Sofía regresó a vivir a su palacio en esa ciudad, donde murió en 1865.
Fue sepultada en la iglesia protestante de Karlsruhe. Durante la Segunda Guerra Mundial, su tumba fue profanada. Tras la guerra, su féretro fue trasladado a la capilla sepulcral de Karlsruhe —el mausoleo de los grandes duques de Baden—, donde permanece en la actualidad.

## Títulos y tratamientos
Esta tabla aún no está actualizada. Puedes contribuir aportando información sobre títulos y tratamientos de esta persona.